# Louis Hähnsen
Karl Louis Hähnsen (* 11. Juni 1873 in Braunschweig; † 30. Januar 1939 in Hamburg) war ein deutscher Politiker (SPD).
Hähnsen besuchte die Mittlere Bürgerschule Braunschweig. Danach machte er eine Lehre als Gürtler und arbeitete in diesem Beruf. Er wurde Mitglied der SPD und der Gewerkschaft. Von 1903 bis Ende 1918 war er Geschäftsführer des Deutschen Metallarbeiterverbandes in Magdeburg und Essen. Mehrfach war er (erfolglos) Kandidat bei Landtags- und Reichstagswahlen. Er war Stadtverordneter in Magdeburg.
1919 wurde er Vorsitzender des SPD Bezirksverbandes Magdeburg. Vom 9. April 1923 bis zur Entlassung auf eigenen Wunsch im April 1927 war er Landrat im Landkreis Neuhaldensleben. 1919 wurde er in den Provinziallandtag der Provinz Sachsen gewählt. Dieser wählte ihn in den Preußischen Staatsrat. Dem Staatsrat gehörte er vom 21. Januar 1925 bis zum April 1925 als stellvertretendes Mitglied, dann April 1925 bis Februar 1926 als ordentliches Mitglied, und dann von Februar 1926 bis Januar 1930 erneut als stellvertretendes Mitglied und zuletzt Januar 1930 bis April 1933 als ordentliches Mitglied an.

## Belege
1. ↑  Standesamt Hamburg 02c: Sterberegister. Nr. 21/1939.

| Personendaten    | Personendaten                   |
| ---------------- | ------------------------------- |
| NAME             | Hähnsen, Louis                  |
| KURZBESCHREIBUNG | deutscher Landrat und Politiker |
| GEBURTSDATUM     | 11. Juni 1873                   |
| GEBURTSORT       | Braunschweig                    |
| STERBEDATUM      | 30. Januar 1939                 |
| STERBEORT        | Hamburg                         |